# Arcyophora patricullela
Arcyophora patricullela är en fjärilsart som beskrevs av Embrik Strand 1917. Arcyophora patricullela ingår i släktet Arcyophora och familjen trågspinnare. Inga underarter finns listade i Catalogue of Life.